# A Lying Witch and a Warden
«A Lying Witch and a Warden» (conocido en Hispanoamérica como Una bruja mentirosa y un guardián y en España como La bruja mentirosa y el guardián) es el primer episodio de serie de televisión animada estadounidense The Owl House. En el episodio, Luz Noceda, una niña afro-dominicana-estadounidense de 14 años, conocida por ser impredecible y problemática, tropieza accidentalmente con un portal al Reino de los Demonios, donde llega a las Islas Hirvientes, un archipiélago mágico. Para poder regresar a su propio mundo, se alista como ayudante de la bruja rebelde Eda Clawthorne.
El episodio se estrenó el 10 de enero de 2020 en Disney Channel y obtuvo 0,61 millones de espectadores cuando se estrenó, aunque recibió una recepción mixta por parte del público.

## Trama
En la primera escena del episodio, además de la serie, aparece Luz Noceda, una niña afro-dominicana-estadounidense de 14 años, que es conocida por su personalidad creativa y expresiva, explica su informe de libro a su director. El director la llamó a su oficina debido a sus elecciones de accesorios, que incluyen serpientes y cohetes. Se revela que, debido a su creatividad y expresividad, se ha metido en problemas en su escuela en numerosas ocasiones, ya que extraña a sus compañeros. En respuesta, la madre de Luz, Camila, decide enviarla a un campamento de verano con la intención de enderezar su personalidad salvaje e imaginativa. Sin embargo, el día que se supone que debe irse al campamento, un pequeño búho le roba su libro favorito. Ella persigue al búho hasta una casa abandonada en medio del bosque. Decide seguir persiguiendo al búho, y cuando entra por la puerta, termina en un mercado en un lugar desconocido. Eventualmente, descubre que ha sido transportada a otro mundo diferente al suyo. Eventualmente, recupera su libro; sin embargo, cuando intenta regresar, la puerta que conecta los dos mundos se cierra, para horror de Luz.
La dueña del puesto del mercado en el que terminó se presenta como Eda, la Dama Búho, más conocida como Eda Clawthorne. Eda intenta vender artículos humanos al azar a Luz, pero resulta en vano. Luz encuentra un televisor y lo enciende, atrayendo clientes al puesto de Eda. Finalmente, las autoridades vienen a arrestar a Eda y Luz, pero escapan usando el bastón de Eda. Luz se entera, por parte de Eda, que está en un mundo llamado las Islas Hirvientes, de donde provienen los mitos del mundo humano. Luz le pide a Eda que la regrese a casa, pero Eda primero le pide un favor. Después de llevar a Luz a la Casa Búho, la residencia de Eda, Luz conoce a King, un pequeño demonio. Eda explica que necesita ayuda con el hecho de que el mismo King, alguna vez, fue considerado un «Rey de los Demonios», hasta que un guardián le robó su Corona de Poder, donde su ubicación sólo puede ser atravesada por un humano. Eda pide la ayuda de Luz para romper la promesa de que Eda ayudaría a llevar a Luz a casa. Luz acepta a regañadientes, y los tres se dirigen al Conformatorio, donde se alojan las personas que las Islas Hirvientes consideran "no aptas" para la sociedad.
Los tres deciden subir sigilosamente a la parte superior de la torre. Mientras intenta colarse en la torre, Luz conoce a Katya, una prisionera a la que acusan del delito de escribir fan fiction con personajes vegetales. En el camino, se encuentra con otros presos que han sido acusados por ser «diferentes», lo que hace que Luz se sienta mal por los presos y dice que ninguno de ellos había hecho nada malo. Los tres finalmente se reúnen en la parte superior de la torre y abren la puerta de la habitación donde se encuentra la corona. Luz obtiene la corona, solo para descubrir que es una corona de comida para niños que no tiene valor real; espera un valor intrínseco para King. De repente, llega el alcaide y le corta la cabeza a Eda. Sin embargo, Eda todavía está viva; finalmente, el alcaide invita a salir a Eda. Eda se niega y comienza a luchar contra el alcaide y sus guardias, junto con King. Luz decide escapar y liberar a los prisioneros. Después de ayudar a Eda a derrotar al alcaide, Eda cumple su promesa y, finalmente, le da a Luz la opción de regresar a su mundo. Sin embargo, Luz decide quedarse en las Islas Hirvientes después de pensar en cómo la gente la había tratado en su mundo. Eda la deja quedarse hasta que termine el campamento de verano, con la condición de que Luz trabaje para ella y se convierta en su aprendiz.

## Producción
Antes de que el episodio fuera lanzado al público en general, The Walt Disney Company había renovado el programa para una segunda temporada completa. Según la creadora del programa, Dana Terrace, el personaje principal de la serie, Luz Noceda, tuvo un viaje emocional similar al de Terrace en términos de tratar de encontrar una comunidad cuando era una persona creativa. Los actores de voz, Sarah-Nicole Robles y Alex Hirsch, en una entrevista con Comic Book Resources, dijeron que habían pensado que Luz era una persona que había sido restringida artísticamente por la sociedad creada a su alrededor.

## Recepción crítica
Dave Trumbore, escritor del sitio web de películas Collider, daría una crítica muy positiva del episodio, diciendo que el episodio había traído a la serie de manera prometedora. Elogiaría la relación provocada por Luz Noceda y Eda Clawthorne, junto con una «mezcla equilibrada de caos, ingenio y ternura» en el episodio. Continuaría diciendo que el episodio en sí fue una buena introducción para la serie y le dio al episodio cuatro de cinco estrellas. Kevin Johnson, escritor de The A.V. Club, elogiaría el mundo mágico traído por las Islas Hirvientes, comparando la magia del mundo con el programa de Disney Channel Gravity Falls. También escribiría sobre el conflicto de una persona que intenta ser ella misma a un precio determinado; en este caso, Luz intenta ser una bruja pero en cambio le miente a su madre. David Kaldor de Bubbleblabber dijo al respecto que «el clímax de este episodio con algunos momentos muy bien animados», pero puso en contra el hecho de «la moraleja de ser uno mismo incluso cuando el mundo te dice que te conformes es sin duda un buen mensaje para los niños, pero parece ser un poco demasiado directo y directo como para decir mucho de lo que no podías decir en los años 90. Además, no parece haber mucho gancho para que la gente hable sobre el programa después de que termine».
El episodio, junto con el programa en sí, enfrentó críticas por parte de muchos grupos cristianos. Christian Broadcasting Network criticó al programa por retratar la brujería como una idea positiva para luchar contra el mal, y el grupo creía que el programa promovía a los niños a creer que el mal y los demonios eran buenos. One Million Moms, un grupo del American Family Association que tiene el objetivo declarado de «detener la explotación de los niños» por parte de los medios, inició una petición para sacar el programa del aire.